# 제한 미스킨
제한 미스킨(말레이어: Jehan Miskin)은 말레이시아의 모델 겸 배우이다.
풀라우피낭 출신으로, 2001년 윈스턴 킥복서 광고를 시작으로 연예계에 데뷔했다. 2003년 3R 플랜을 통해 배우 활동을 시작했고, 영화 <Dengan Nama Cinta>에서 처음으로 주인공을 맡았다. 이후 Gila-Gila Pengantin, Manjalara, Inspirion 등 20여개 이상의 TV 프로그램에 출연했다. 2005년 영화 <Qaisy & Laila>에서 Qaisy 역할을 맡았는데, 이 영화는 아프가니스탄에서 촬영되었다. 제한은 또한 So You Think You Can Dance 등 3개 이상의 리얼리티 쇼에서 TV 호스트를 담당하고 있다.
그는 말레이시아 리듬체조 국가대표 파이즈누르 미스킨(Faiznur Miskin)의 남동생이다.